# Апологетика

Християнська апологетична схема Трійці

Апологéтика (від грец. ἀπολογετικος — «захисний») — розділ богослов'я (т. зв. основне богослов'я), головне завдання якого полягає у захисті християнського (чи іншого) віровчення, зазвичай з метою залучення до неї тих, хто не є її прибічником; а також філософсько-богословський полемічний рух, спрямований на захист християнських ідей та громад. 
Найбільшого розвитку досягла у православ’ї й католицизмі. Є обов’язковою дисципліною в системі духовної освіти. Має на меті обґрунтування та систематичний виклад основ християнського вчення, спростування іншорелігійних та нерелігійних світоглядних позицій і вчень.
В історії богослов’я відома під різними назвами: «апологетика християнська», «філософська догматика», «основна догматика», «умоглядне богослов’я», «загальне богослов’я», «основне богослов’я», «фундаментальна теологія» тощо.
У світовій, в тому числі сучасній літературі поняття набуло одіозного значення. Апологетика сприймається як намагання засобами догматики, казуїстики, софістики захистити неправедну справу. В цьому аспекті вона може мати місце і в юриспруденції, зокрема у судочинстві. Нагадуючи за логічною формою доказ, аргументацію, апологетика відрізняється тим, що нерідко використовується для маніпулювання свідомістю людей, маскування справжньої суті речей тощо.
Практично кожна з найпоширеніших сучасних релігій має свою систему апологетики.

## Історія
Апологетика зародилася у перші віки християнства; до його утвердження як державної релігії Римської імперії роботи апологетів були спрямовані проти імператорів, які переслідували перших християн, проти язичництва та іудаїзму, в Середньовіччі — проти євреїв та інших релігій (ісламу тощо).
Апологетичною називають ранньохристиянську літературу, що пропагувала і захищала основи християнства. У новітні часи існує лінгвістична апологетика — напрям аналітичної філософії релігії, що «тлумачить взаємини людини з богом як мовну гру».
Апологетами називали ранньохристиянських письменників (переважно 2–3 сторіччя), які захищали християнство від критики язичницьких філософів і намагались довести римській владі, що християнство виховує «не руйнівників і заколотників, а вірних підданих держави та надійних членів суспільства».